# Yasutaka Yoshida
Yasutaka Yoshida (jap. 吉田 安孝, Yoshida Yasutaka; * 22. November 1966 in der Präfektur Hiroshima) ist ein ehemaliger japanischer Fußballspieler.

## Karriere
Yoshida erlernte das Fußballspielen in der Schulmannschaft der Hiroshima Kokutaiji High School und der Universitätsmannschaft der Tokai-Universität. Seinen ersten Vertrag unterschrieb er 1989 bei Tanabe Pharmaceutical SC. Der Verein spielte in der zweithöchsten Liga des Landes, der Japan Soccer League Division 2. Für den Verein absolvierte er 47 Spiele. 1991 wechselte er zum Erstligisten Mazda. Mit Gründung der Profiliga J.League 1992 und der damit verbundenen Neuorganisation des japanischen Fußballs wurde Mazda zu Sanfrecce Hiroshima. Mit dem Verein wurde er 1994 japanischer Meister. Für den Verein absolvierte er sechs Erstligaspiele. 1995 wechselte er zum Zweitligisten Cosmo Oil Yokkaichi FC. Für den Verein absolvierte er 54 Spiele. Ende 1996 beendete er seine Karriere als Fußballspieler.

## Erfolge
Sanfrecce Hiroshima
- J1 League

Vizemeister: 1994